# André Simonart
Baron André Simonart (Leuven, 1903 – 1992) was een Belgisch hoogleraar farmacologie aan de Katholieke Universiteit Leuven (KUL).

## Biografie
Simonart stamde uit een familie van dokters, en hij zette die traditie verder. Twee jaar voor hij afstudeerde aan de toen nog Franstalige universiteit van Leuven, in 1926, publiceerde hij zijn eerste wetenschappelijke artikels met professor Manille Ide.
Van 1930 tot 1932 verbleef hij als fellow aan de Universiteit van Pennsylvania. Nadien werd hij assistent aan de Universiteit van Oxford en werkte hij aan de Universiteit Utrecht. In 1936 werd hij benoemd als hoogleraar farmacodynamiek en therapie in Leuven.
Tijdens de Tweede Wereldoorlog werd Simonart wegens verzetsactiviteiten opgesloten in het Fort van Breendonk en het concentratiekamp van Buchenwald. Na de oorlog werd hij voorzitter van het Memoriaal van het Fort van Breendonk.
In 1960 werd hij lid van de Académie royale de médecine de Belgique. Simonart ging in 1969 met emeritaat. Hij richtte vervolgens een stichting op die zijn naam draagt en die tot doel heeft het farmacologisch onderzoek aan de KUL en de Université catholique de Louvain te bevorderen.
In 1960 werd Simonart in de adel verheven, en kreeg hij de titel ridder. In 1977 werd hij baron.
Het gevangenisplunje van Simonart werd in 2019 overhandigd aan de stichting Buchenwald tijdens een bezoek van koning Filip en koningin Mathilde.

## Publicatie
- Eléments de Pharmacodynamie et de Thérapeutique, 1937 (zeven uitgaven tot 1967)